# Strandnål
Strandnål (Bupleurum tenuissimum) är en växtart som tillhör familjen flockblommiga växter. 